# Ганс Ульріх Клінч
Йоганн «Ганс» Ульріх Клінч (нім. Johann „Hans“ Ulrich Klintzsch; 4 листопада 1898 — 17 серпня 1959) — німецький офіцер і партійний діяч НСДАП, оберст люфтваффе.

## Біографія
Після Першої світової війни вступив до лав морської бригади Ергардта. Після цього приєднався до таємної терористичної організації «Консул», а потім і до Ліги Вікінгів. У серпні 1921 року у складі команди Германа Ергардта працював над гімнастичним і спортивним відділенням НСДАП, з яким він проводив таємну військову підготовку штурмовиків. У вересні 1921 році заарештований за підозрою в причетності до вбивства Маттіаса Ерцбергера, який в листопаді 1918 року підписав капітуляцію Німеччини (вбивство скоєне організацією «Консул»).
Пройшовши навчання, з 5 жовтня 1921 по 11 травня 1923 — верховний керівник СА, змінив на цій посаді Еміля Моріса. Передав керівництво СА Герману Герінгу, повернувшись до свого попереднього підрозділ.
У 1924 році був цивільним, але пізніше повернувся в армію.
У 1936 році приєднався до Люфтваффе в званні майора і на посаді командира льотної школи, потім був переведений у військово-повітряну рятувальну службу.

## Нагороди
- Залізний хрест 2-го і 1-го класу
- Сілезький Орел 2-го ступеня
- Почесний знак Кобург (1932)
- Почесний хрест ветерана війни з мечами
- Медаль «За вислугу років у Вермахті» 4-го класу (4 роки)